# オールドクロウ
オールドクロウ (英語：Old Crow) はカナダのユーコン準州の集落である。人口は236人（2021年）。
ユーコン準州の北部に位置し、ポーキュパイン川沿いにある。オールドクロウ空港があり、航空便によりホワイトホースと結ばれている。オールドクロウはユーコン準州において唯一車でたどりつけない集落であるため、空港の存在はオールドクロウにとって非常に重要である。
住民の大部分はグウィッチン語を話すファーストネーションである。オールドクロウの人々は食料と衣服をポーキュパインカリブーに依存している。ポーキュパインカリブーの群れは出産のため、アラスカにある北極野生生物国家保護区へ移動する。オールドクロウの人々の大部分は保護区における石油の採掘が群れに深刻な影響を与えていると信じており、その禁止を求めて陳情を行っている。
オールドクロウは寒冷で乾燥した亜寒帯気候である。年間平均気温は-13℃であり、7月の日内最高気温の平均は24℃、1月の日内最低気温の平均は-43℃である。降水量は少なく、年間降雪量は129cm、年間降雨量は144mmである。降雪は年間を通して観察される。北極圏内に位置するにもかかわらず、オールドクロウ周辺にはタイガが広がっている。
周辺の平野部には蛇行する河川、約2000の氷河湖がある沼地と泥炭地があり、水鳥の繁殖地でマスクラットも生息している。1982年にラムサール条約登録地となった。